# Grande Ilha Blasket

## Geografia e história

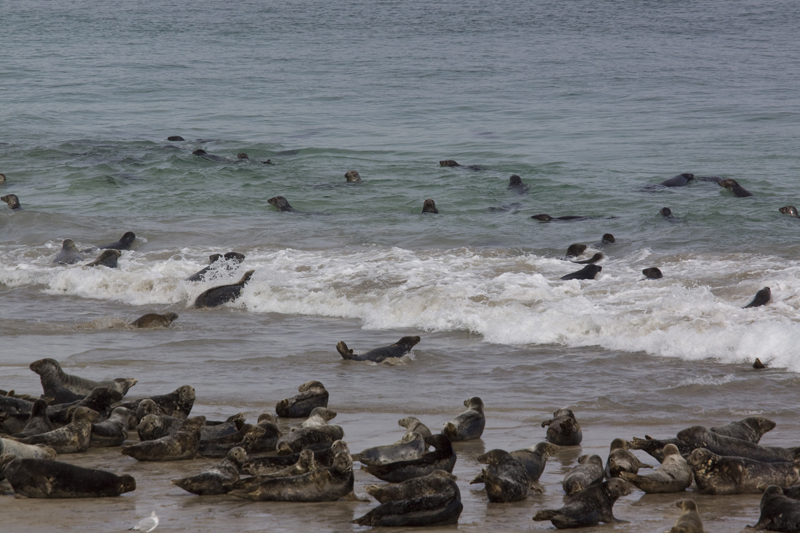
colônia de focas cinzentas na Ilha Great Blasket

A ilha tem 455 hectares e um comprimento de cerca de 6 quilômetros. Localiza-se a cerca de dois km. do continente. A cidade mais próxima é Dunquin, de onde a ilha pode ser acessada por balsa nos meses de verão. O ponto mais alto da ilha é An Cró Mór (346 m).
As ilhas foram habitadas durante séculos. Nos últimos séculos havia uma comunidade de cerca de 100-200 pessoas. Esses ilhéus viviam do que a ilha oferecia: peixes, focas cinzentas, coelhos e a turfa era usada como combustível. A agricultura também era limitada: criava-se gado e cultivava-se batata, entre outras coisas. No entanto, as condições de vida eram difíceis. Em 1947, a situação era tão ruim (quase não havia comida) que a ajuda alimentar foi solicitada por telegrama.
Como não havia médico na ilha e muitas pessoas emigraram - especialmente os homens jovens e fortes - a comunidade caiu em desuso e em 1953 foi decidido que os restantes ilhéus seriam evacuados. A causa imediata foi a morte de um dos moradores, Seánín Ó Cearnaigh, por falta de atendimento médico oportuno. Após a partida dos últimos moradores, quase todas as casas viraram ruínas.

## Desenvolvimentos após 2000
Depois de várias ações judiciais sobre indenizações aos proprietários de terras, o estado parecia ter o direito de administrar a ilha por volta de 2000. Em 2009, o estado tornou-se o principal proprietário da ilha, administrando-a ao máximo como um parque nacional. Algumas casas foram restauradas e o turismo estimulado. Nos meses de verão, as acomodações na ilha podem ser alugadas e há um serviço de balsa. A Secretaria de Obras Públicas organiza excursões na ilha e passeios de barco para a ilha podem ser agendados com várias partes comerciais.

## Literatura e informação
Relativamente muitos ilhéus escreveram sobre sua ilha. Autores conhecidos também visitaram a ilha e escreveram sobre ela. Grande parte dessa literatura é baseada em histórias registradas em irlandês, que foi a principal língua da ilha até o fim.
Um centro de visitantes está localizado em Dunquin, onde muitas informações sobre a ilha, as outras ilhas Blasket e os autores mais famosos podem ser encontradas.